# Cegłowo
Cegłowo (deutsch Hermsdorf) ist ein Ort in der polnischen Woiwodschaft Ermland-Masuren. Er gehört zur Gmina Gietrzwałd (Landgemeinde Dietrichswalde) im Powiat Olsztyński (Kreis Allenstein).

## Geographische Lage
Cegłowo liegt im Westen der Woiwodschaft Ermland-Masuren, 14 Kilometer südwestlich der Kreis- und Woiwodschaftshauptstadt Olsztyn (deutsch Allenstein).

## Geschichte
Am 23. Mai 1348 gründete Hermanus den zunächst Zamenstorf, aber bereits vor 1820 Hermsdorf genannten Ort, der durch seine Ziegelei später große und überregionale Bedeutung erlangte. 1857 waren hier 111 Einwohner gemeldet.
1874 kam die Landgemeinde Hermsdorf zum neu errichteten Amtsbezirk Dietrichswalde (polnisch Gietrzwałd) im ostpreußischen Kreis Allenstein. Die Einwohnerzahl belief sich im Jahre 1910 auf 101.
Am 30. September 1928 wurde der Gutsbezirk Leyßen (polnisch Łajsy) in die Landgemeinde Hermsdorf eingegliedert, die gleichzeitig die Umbenennung in „Leissen“ erhielt. Der Wohnplatz „Hermsdorf-Bahnhof“ wurde ein Teil der Gemeinde Schönfelde (polnisch Unieszewo).
In Kriegsfolge wurde 1945 das gesamte südliche Ostpreußen an Polen überstellt. Hermsdorf erhielt die polnische Namensform „Cegłowo“ und ist heute eine Ortschaft im Verbund der Landgemeinde Gietrzwałd (Dietrichswalde) im Powiat Olsztyński (Kreis Allenstein), von 1975 bis 1998 der Woiwodschaft Olsztyn, seither der Woiwodschaft Ermland-Masuren mit Sitz in Olsztyn (Allenstein) zugehörig.

## Kirche

### Evangelisch
Bis 1945 war Hermsdorf in die evangelische Kirche Allenstein innerhalb der  Kirchenprovinz Ostpreußen der Kirche der Altpreußischen Union eingepfarrt. Heute sind die evangelischen Einwohner von Cegłowo der Christus-Erlöser-Kirche Olsztyn in der Diözese Masuren der Evangelisch-Augsburgischen Kirche in Polen zugeordnet.

### Römisch-katholisch
Seitens der Römisch-katholischen Kirche gehörte Hermsdorf vor 1945 zur Pfarrei Dietrichswalde im Bistum Ermland. Das gilt noch heute für Cegłowo, wobei die Pfarrei Gietrzwald nunmehr dem Erzbistum Ermland zugehört.

## Verkehr

### Straße
Cegłowo liegt an der Kreisstraße (polnisch Droga powiatowa) DP 1370N, die von Gietrzwałd über Unieszewo (Schönfelde) und Sząbruk (Schönbrück) bis nach Tomaszkowo (Thomsdorf) und weiter bis nach Bartąg (Groß Bertung) führt.

### Schiene

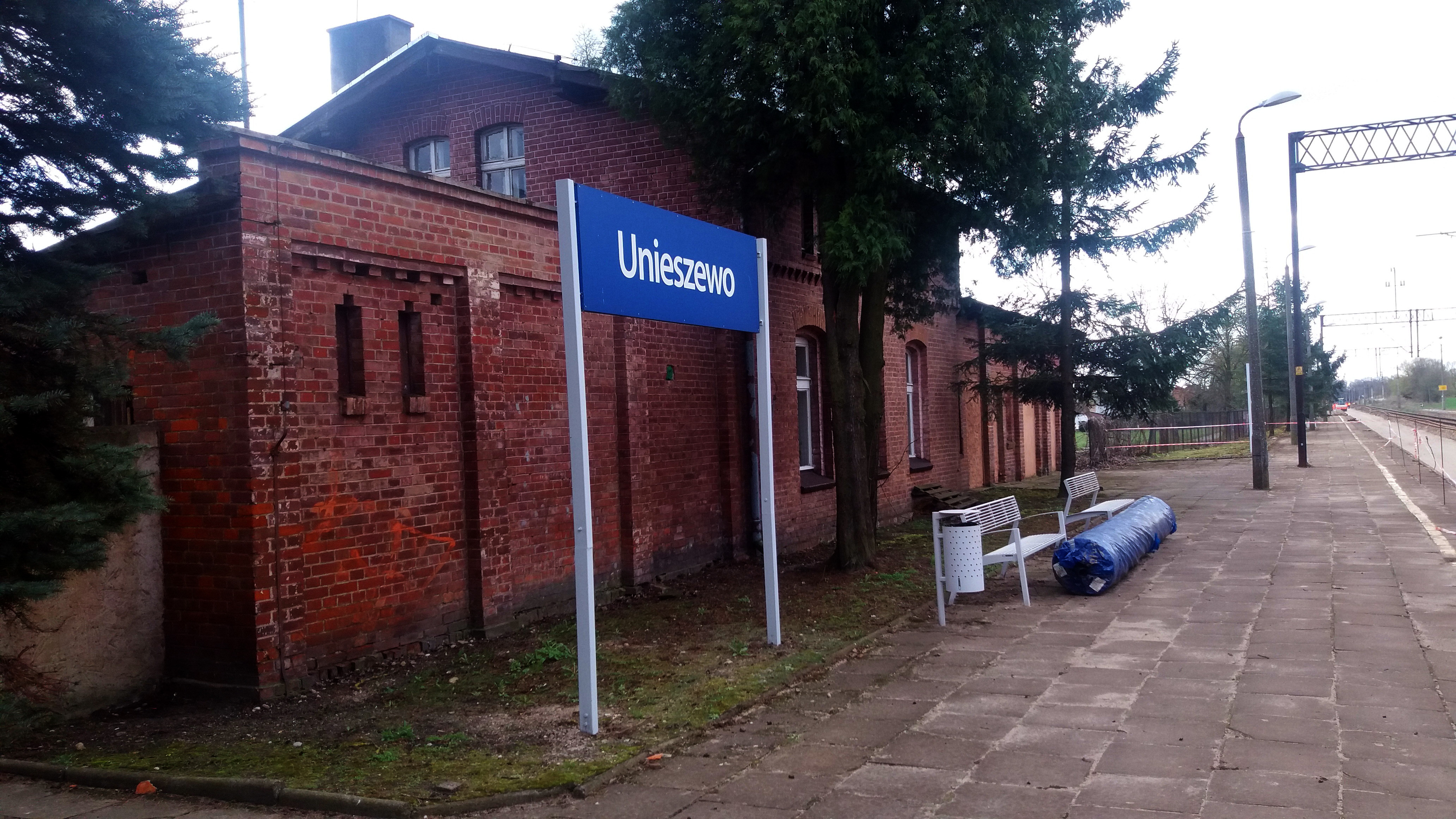
Das alte Hermsdorfer Bahnhofsgebäude am heutigen Haltepunkt Unieszewo

Ab 1895 war Hermsdorf Bahnstation an der Bahnstrecke Toruń–Tschernjachowsk (deutsch Thorn–Insterburg). Das Bahnhofsgebäude lag südöstlich des Ortes mit einem eigenen Wohnplatz, der im Jahre 1905 über fünf Wohngebäude bei 27 Einwohnern verfügte. Von hier führte ein Nebengleis zur Ziegelei im Dorf.
Von 1895 bis 1910 hieß der Bahnhof „Hermsdorf (Kreis Allenstein)“, von 1910 bis 1921 „Hermsdorf (Ostpreußen)“ und ab 1921 „Hermsdorf/Schönfelde (Kreis Allenstein)“. Während 1928 Hermsdorf in „Leissen“ umbenannt wurde, kam der Wohnplatz Bahnhof Hermsdorf zur Gemeinde Schönfelde (polnisch Unieszewo), woraufhin der Bahnhof von 1929 bis 1945 den Namen „Schönfelde“ erhielt. 1945 kurzzeitig „Polanka“ und 1945 bis 1947 „Szomfalt“ genannt, heißt die Station bis heute „Unieszewo“. Sie nutzen pro Tag etwa 100 bis 150 Passagiere auf der jetzigen PKP-Bahnlinie 353 Posen–Toruń–Skandawa (–Tschernjachowsk). Das alte Hermsdorfer Stationsgebäude, das schon lange geschlossen und dem Verfall preisgegeben ist, bildet heute nur noch die Kulisse des jetzigen Haltepunkts (polnisch Przystanek) und erinnert an dessen bedeutendere  Vergangenheit.